# Lucia Annunziata
Lucia Annunziata (ur. 8 sierpnia 1950 w Sarno) – włoska dziennikarka, prezenterka telewizyjna i pisarka, posłanka do Parlamentu Europejskiego X kadencji.

## Życiorys
Kształciła się na Uniwersytecie Neapolitańskim im. Fryderyka II i na Università degli Studi di Salerno, uzyskując dyplom z filozofii. Początkowo pracowała jako nauczycielka, w 1976 zawodowo zajęła się dziennikarstwem. Była korespondentką komunistycznej gazety „il manifesto” oraz dziennika „la Repubblica” w Stanach Zjednoczonych. Relacjonowała m.in. rewolucję nikaraguańską i wojnę domową w Salwadorze. Później zajmowała się kwestiami Bliskiego Wschodu jako korespondentka z Izraela. W 1993 dołączyła do redakcji „Corriere della Sera”, ponownie przebywała w USA. W połowie lat 90. związała się z włoskim nadawcą publicznym RAI, zaczynała jako prowadząca program Linea tre w Rai 3. W latach 1996–1998 była dyrektorką serwisów informacyjnych TG3. Od 2000 prowadziła własną agencję informacyjną APBiscom. W latach 2003–2004 pełniła funkcję prezesa RAI. W 2004 została publicystką dziennika „La Stampa”.
W latach 2005–2023 prowadziła w Rai 3 własny talk-show In mezz’ora (od 2017 pod nazwą Mezz’ora in più). W tej samej stacji była też prezenterką programów Potere i Leader. W latach 2012–2020 kierowała również redakcją włoskiej edycji serwisu „HuffPost”. Niejednokrotnie wchodziła w spory ze swoimi rozmówcami, m.in. w trakcie kampanii wyborczej w 2006 w swoim programie pokłóciła się z premierem Silviem Berlusconim, który opuścił studio podczas nagrania.
W 2024 została główną kandydatką Partii Demokratycznej w wyborach europejskich w jednym z okręgów. W wyniku głosowania z czerwca tegoż roku uzyskała mandat posłanki do Europarlamentu X kadencji.

## Publikacje
- La crepa, Rizzoli, Mediolan 1998, ISBN 88-17-68036-2.
- No. La seconda guerra irachena e i dubbi dell’Occidente, Donzelli, Rzym 2002, ISBN 88-7989-746-2.
- La sinistra, l’America, la guerra, Mondadori, Mediolan 2005, ISBN 88-04-54661-1.
- 1977. L’ultima foto di famiglia, Einaudi, Turyn 2007, ISBN 978-88-06-18623-4.
- Il potere in Italia, Marsilio, Wenecja, 2011, ISBN 978-88-317-0733-6.
- L’Inquilino: da Monti a Meloni: indagine sulla crisi del sistema politico, Feltrinelli, Mediolan 2022, ISBN 978-88-07-49347-8.

## Odznaczenia i wyróżnienia
Odznaczona Order Zasługi Republiki Włoskiej II klasy (2006). Otrzymała nagrody dziennikarskie Premiolino i Premio Saint-Vincent.